# Struktura (geologie)
Struktura (geologie). V geologii se pod pojmem struktura rozumí geometrické vlastnosti jednotlivých horninových složek. To zahrnuje relativní a absolutní velikost zrn, jejich tvar, vzájemné vztahy a uspořádání (zejména v mikroskopickém měřítku). Prostorové uspořádání jednotlivých složek je shrnuto do pojmu textura. Názvosloví horninových struktur není dostatečně sjednoceno, zahrnuje množství termínů a vedení hranice mezi strukturou a texturou je značně subjektivní. V angoloamerické terminologii se naší strukturou rozumí textura a naopak.

## Vlastnosti horninových složek

### Krystalizace
Vznik struktury magmatické horniny se řídí posloupností krystalizace, která je spojena s postupným klesáním teploty taveniny, což vyúsťuje ve vznik zárodečných krystalů pevné fáze.
Horniny, jejichž minerály krystalizují přímo z taveniny, mají strukturu krystalickou.
Extrémně rychle ochlazené sopečné sklo je bez krystalů, má tedy strukturu amorfní.
Termín krystalizace se nepoužívá u sedimentárních hornin, protože ty jsou vytvořeny z úlomků odstraněných z jiných hornin nebo z kosterních pozůstatků živých bytostí. Naproti tomu termín zrno pro nejmenší jednotlivé složky hornin není běžný pouze v sedimentárních horninách, ale používá se i u hornin ostatních.

### Velikost zrn
Rozlišuje se relativní a absolutní velikost zrn. Pokud má většina minerálů stejnou velikost zrn, označuje se hornina jako stejnoměrně zrnitá. Plutonity se všemi velikostmi zrn od hrubých až po jemnozrnné jsou stejnoměrně zrnité.
Pokud existují výrazné rozdíly ve velikosti zrn, je hornina označována jako nestejnoměrně zrnitá. Pro nestejnoměrně zrnité horniny se používají odborné termíny, které závisí na vzniku těchto hornin.

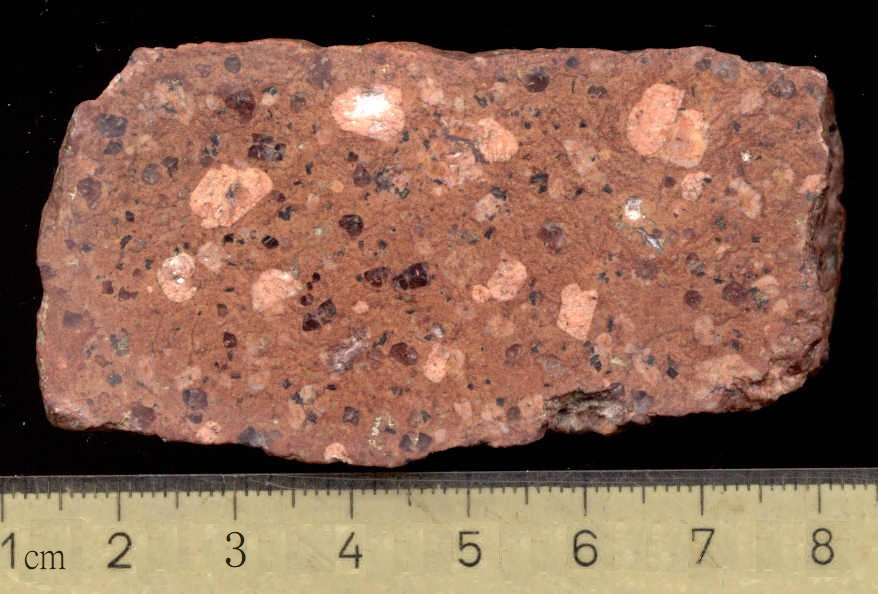
Porfyrická struktura

Vulkanity s ojedinělými vyrostlicemi minerálů v jemné základní hmotě mají strukturu porfyrickou, kdežto metamorfované horniny s hrubými složkami v břidličné základní hmotě strukturu porfyroblastickou.
Absolutní velikost zrn se vztahuje k průměru minerálů. Horniny se rozdělují na jemnozrnné, střednězrnité a hrubozrnné.

### Tvar zrn
Minerály krystalizované z taveniny nebo vytvořené rekrystalizací během metamorfózy buď mají svůj charakteristický krystalový tvar a jsou pak označovány jako idiomorfní, nebo je jejich tvar určen dostupným prostorem, který je omezen sousedními zrny, proto se těmto minerálům říká xenomorfní (cizího tvaru).
V sedimentárních horninách, které jsou budovány mechanickým přeskupením minerálních zrn, mohou být minerály zcela zaoblené, zaoblené jen na okrajích nebo hranaté, a to v závislosti na přepravní vzdálenosti a tvrdosti. Kromě toho se v nich vyskytují například také koráli, mlži nebo ramenonožci v takovém množství, že jejich zkameněliny vytváří hlavní součásti horniny.

## Spojení zrn
Složky horniny mohou být volné nebo pevně spojené. V případě pevné horniny se rozlišuje nepřímé a přímé spojení zrn.
Nepřímé spojení zrn se týká jen sedimentárních hornin. Jednotlivá zrna jsou zpevněna pojivem. Toto pojivo může sestávat ze stejné minerální látky jako samotná zrna, z cizí látky přiváděné zvenčí vodou v pórech nebo, v některých vyvřelých horninách, ze skalního skla.
Přímá krystalizace hornin z taveniny vytváří vždy přímé spojení zrn. Soudržnost horniny je zajištěna vzájemným spojením minerálů a povrchovým napětím minerálních povrchů.

## Rozdělení struktur

### Podle stupně krystalizace
- Holokrystalická struktura. Tuto strukturu mají horniny obsahující pouze minerály a žádné sklo, tzn. plně vykrystalizované. Je typická pro všechny hlubinné a žilné horniny, ale také pro některé skupiny hornin výlevných; vzniká pomalou krystalizací magmatu pod zemským povrchem.

- Hemikrystalická struktura - též označovaná jako struktura hypokrystalická. Horniny s touto strukturou obsahují jak minerály, tak sklo, tzn. nejsou plně vykrystalizované. Je to struktura typická pro výlevné horniny. Vzniká, když krystalizace magmatu začíná v hlubších částech zemské kůry a k její dokončení dochází na zemském povrchu.

- Vitrická struktura -  označovaná také jako struktura hyalinní nebo sklovitá. Hornina, která má tuto strukturu, je tvořená výhradně sklovitou složkou, což je typické pro vulkanická skla. Vzniká rychlým ochlazením lávy na zemském povrchu.[2]

### Podle zrnitosti
Strukturu hornin lze určit také podle zrnitosti, tzn. podle velikosti  zrn. Vždy je však nutné určit strukturu nejprve podle relativní velikosti a poté ji upřesnit podle absolutní velikosti zrn.
Typy struktur podle relativní velikosti součástek:
- Afyrická struktura (u vulkanitů) - také označovaná jako stejnoměrně zrnitá (u plutonitů). Je charakterizovaná zhruba stejnou velikostí zrn, nejsou zde tedy vyrostlice.

- Porfyrická struktura - dříve označovaná jako nestejnoměrně zrnitá. Termín se používá pro hlubinné, výlevné i žilné horniny. V hornině se nachází zrna větší velikosti (fenokrystaly) než zrna okolní, která tvoří základní hmotu. Tato struktura vzniká náhlou změnou fyzikálních poměrů v době tuhnutí magmatu. Základní hmota tvoří okolí fenokrystalů a je tvořena minerály menších rozměrů; může být holokrystalická, hemikrystalická nebo sklovitá.[2]

Typy struktur podle absolutní velikosti součástek:
- velkozrnná, má zrna velikosti nad 33 mm. Vyskytuje se v pegmatitech
- velmi hrubozrnná, má zrna velikosti 33-10 mm. Vyskytuje se v pegmatitech a v hlubinných horninách
- hrubozrnná, má zrna velikosti 10-3,3 mm. Vyskytuje se v pegmatitech a v hlubinných horninách
- středně zrnitá, má zrna velikosti 3,3-1 mm. Vyskytuje se v hlubinných horninách
- drobnozrnná, má zrna velikosti 1-0,33 mm. Vyskytuje se v hlubinných horninách
- jemnozrnná, má zrna velikosti 0,33-0,1 mm. Vyskytuje se v základní hmotě žilných hornin
- velmi jemnozrnná, má zrna velikosti 0,1-0,01 mm. Vyskytuje se v základní hmotě žilných hornin
- celistvá, má zrna velikosti 0,01-0,001 mm. Vyskytuje se v základní hmotě výlevných hornin

### Symplektitické struktury
- grafitická označovaná také jako písmenková. Je charakterizovaná prorůstáním alkalického živce s křemenem, a to u pegmatitů, některých aplitů a u základní hmoty granitových porfyrů.
- myrmekitická
- daktylitická